# Aerocar Incorporated
Aerocar ist ein 1948 vom Ingenieur Moulton Taylor gegründetes Unternehmen, das sich mit der Entwicklung von Flugautos beschäftigt (und einst auch mit deren Produktion).

## Geschichte
Im Februar 1948 gründete der Ingenieur Moulton Taylor sein Unternehmen unter dem Namen Aerocar Incorporated in Longview, Washington, auf dem örtlichen Flughafen Kelso-Longview Regional Airport (heute: Southwest Washington Regional Airport; ICAO-Code: KKLS). Der Flughafen ist auch unter dem Namen Molt Taylor Field bekannt.
Bereits 1949 hatte das Modell „Aerocar Model I“ seinen Erstflug und wurde ausgiebig getestet, jedoch lediglich sechs Exemplare konnten fertiggestellt werden. Die Entwicklung des „Model II Aero-Plane“ wurde abgebrochen, und es begannen die Arbeiten am „Aerocar III“.
Dieses Modell sollte in Serie gehen, jedoch wurden kurz vorher die Zulassungsbestimmungen in den siebziger Jahren in den USA verschärft.
Danach widmete sich Taylor dem vorwiegend als Selbstbauflugzeug hergestellten Amphibienflugzeug „Aerocar Coot“, das 1969 zum ersten Mal flog. Im Jahr 1970 wurde das Unternehmen als Mini-IMP Aircraft Co. neu organisiert und entwickelte aus der Taylor IMP die kleinere Taylor Mini-Imp. Anfang der 2000er Jahre wurde mit dem „Aerocar 2000“ (auf Basis eines Lotus Elise) versucht, den ursprünglichen Gedanken des Flugautos wieder zu beleben. Von den zwei gebauten Prototypen ist jedoch noch keiner tatsächlich geflogen (Stand 2018).

## Modelle

### Model I
Der Prototyp des „Model I“ wurde bereits im Oktober 1949 fertiggestellt und führte kurz danach seinen Erstflug aus. Eine verbesserte Vorserienversion erhielt 1956 die FAA-Zulassung, wonach noch weitere vier „Model I“ gebaut wurden. Diese sechs Maschinen flogen zusammen 5.000 Flugstunden und legten 320.000 Kilometer auf der Straße zurück. Noch heute sind zwei dieser Modelle aktiv und gelegentlich in der Luft. Ein Modell mit dem Luftfahrzeugkennzeichen N102D und Seriennummer 2 wurde im Jahr 2008 beim Internetauktionshaus Ebay für US-Dollar 3,5 Mio. zum Kauf angeboten.
Das „Model I“ wurde, wenn es auf der Straße gefahren wurde, auseinandergebaut und die Tragflächen sowie der Heckbereich als Anhänger hinter dem eigentlichen Auto hergezogen. Die Zelle war aus Aluminium hergestellt, und die Karosserie bestand aus Fiberglas. Es verfügte sogar über ein Sicherheitssystem, welches den Motor (einen 135 PS Lycoming O-290-D2) blockierte, solange Tragflächen und Heckbereich nicht fest angebracht waren. Die FAA-Zulassung erfolgte am 20. Februar 1962 unter der Nummer 4A16.

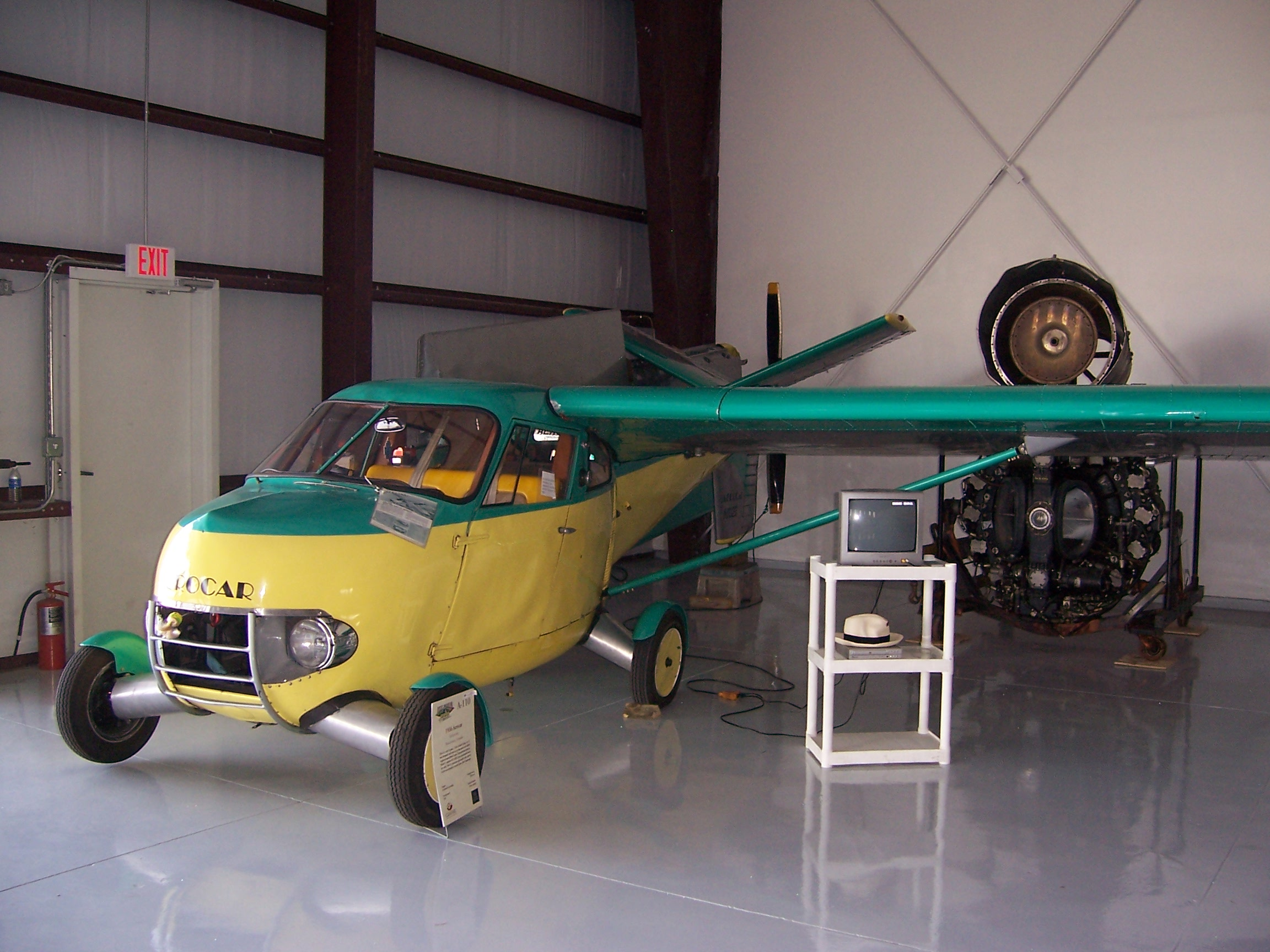
Taylor Aerocar Model1 SNr. 2 Kennzeichen: N102D in Kissimmee

|                 | Als Flugzeug         | Als Auto            |
| --------------- | -------------------- | ------------------- |
| Geschwindigkeit | 125 mph (201 km/h)   | 70 mph (113 km/h)   |
| Reichweite      | 500 mls (805 km)     | 300 mls (483 km)    |
| Länge           | 23 ft 0 in (7,01 m)  | 26 ft 6 in (8,08 m) |
| Höhe            | 7 ft 0 in (2,13 m)   | 8 ft 0 in (2,44 m)  |
| Spannweite      | 34 ft 0 in (10,36 m) | -                   |
| Flughöhe        | 12.000 ft (3.660 m)  | -                   |

### Model II
Das „Model II“, auch als „Aero-Plane“ bezeichnet, war eine Version,  bei der auf die Straßenfahrfähigkeit zugunsten verbesserter Flugleistungen verzichtet wurde. Die klappbaren Tragflächen und der Antrieb des Model I wurden beibehalten, durch Wegfall der Straßenfahrkomponenten konnten zwei zusätzliche Passagiere befördert werden. Der Erstflug fand im August 1953 statt, eine Serienfertigung kam jedoch auch bei diesem Modell nicht zustande.
|                              | Als Flugzeug           |
| ---------------------------- | ---------------------- |
| Maximal-Geschwindigkeit      | 112 mph (180 km/h)     |
| Reichweite                   | 300 mls (482 km)       |
| Länge                        | 21 ft 0 in (6,40 m)    |
| Höhe                         | 7 ft 2 in (2,18 m)     |
| Spannweite                   | 34 ft 0 in (10,36 m)   |
| Flughöhe                     | 12.000 ft (3.660 m)    |
| Flügelfläche                 | 168 sq ft (15,6 m²)    |
| Anfangs-Steiggeschwindigkeit | 500 ft/min (152 m/min) |
| Leergewicht                  | 1408 lb (638 kg)       |
| Startgewicht                 | 1950 lb (884 kg)       |

### Model III

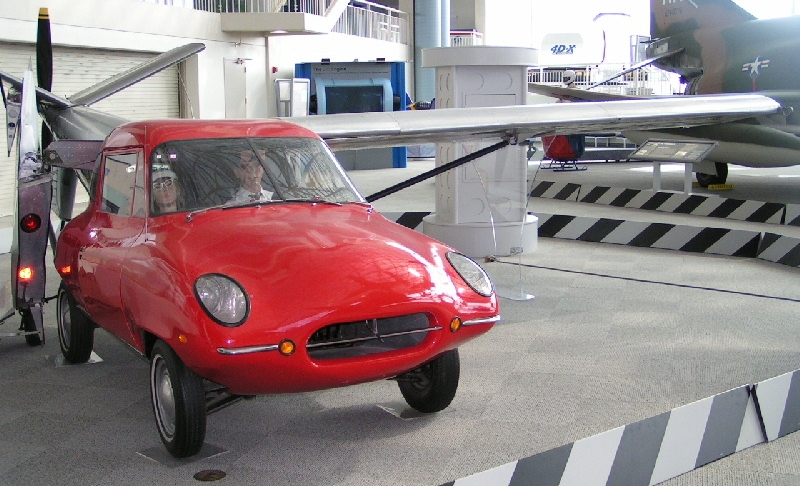
Aerocar III

Das „Model III“ flog im Juni 1968 zum ersten Mal und erwies sich als nutzerfreundliches und einfaches Gefährt für 2 Personen. Es galt als sicher und wurde als serienreif angesehen. Wie bei den vorhergehenden Modellen kam eine Serienfertigung jedoch nicht zustande. Das endgültige Aus für die Aerocar-Fertigung kam dann durch eine Verschärfung der Zulassungsbestimmungen Anfang der 1970er-Jahre in den USA.
|                 | Als Flugzeug         |
| --------------- | -------------------- |
| Geschwindigkeit | 137 mph (220 km/h)   |
| Reichweite      | 497 miles (800 km)   |
| Länge           | 22 ft 12 in (7,00 m) |
| Höhe            | 6 ft 11 in (2,10 m)  |
| Spannweite      | 34 ft 1 in (10,40 m) |
| Flughöhe        | 12.000 ft (3.660 m)  |

### Aerocar Coot

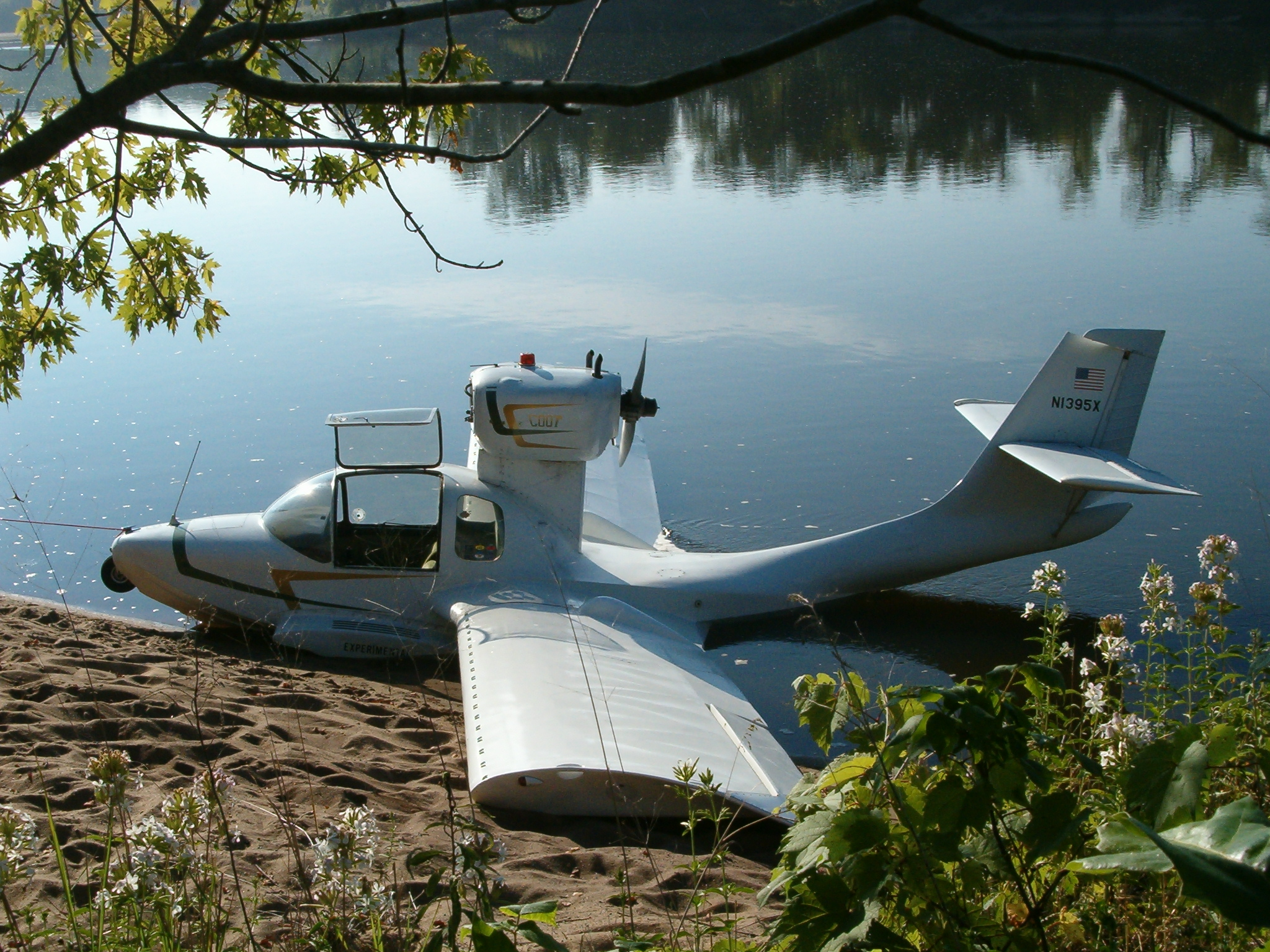
Aerocar Coot

Die „Aerocar Coot“ ist ein Amphibienflugzeug, das vorwiegend als Selbstbauflugzeug hergestellt wird. Mit über 70 Exemplaren zählt es zu den erfolgreichsten Baumustern in diesem Marktsegment. Der Erstflug fand 1969 statt. Die zwei Prototypen hatten eine unterschiedliche konstruktive Auslegung. Die Coot-A als meistverkaufte Version hat ein Einfachleitwerk, während die Coot-B doppelte Leitwerksträger besaß. Die Tragflächen und das Höhenleitwerk sind faltbar, sodass die Maschine auf einem Anhänger von einem PKW gezogen werden kann. Derzeit wird der Bausatz vom Unternehmen Coot-Builders angeboten (Stand 2018).
|                  | Daten des Prototyps                     |
| ---------------- | --------------------------------------- |
| Geschwindigkeit  | 96 mph (154 km/h)                       |
| Reichweite       | 322 miles (515 km)                      |
| Länge            | 23 ft 6 in (7,17 m)                     |
| Spannweite       | 36 ft 2 in (11,03 m)                    |
| Dienstgipfelhöhe | 10.000 ft (3.050 m)                     |
| Triebwerk        | 1 × 100 PS leistender Continental O-200 |

### Aerocar 2000

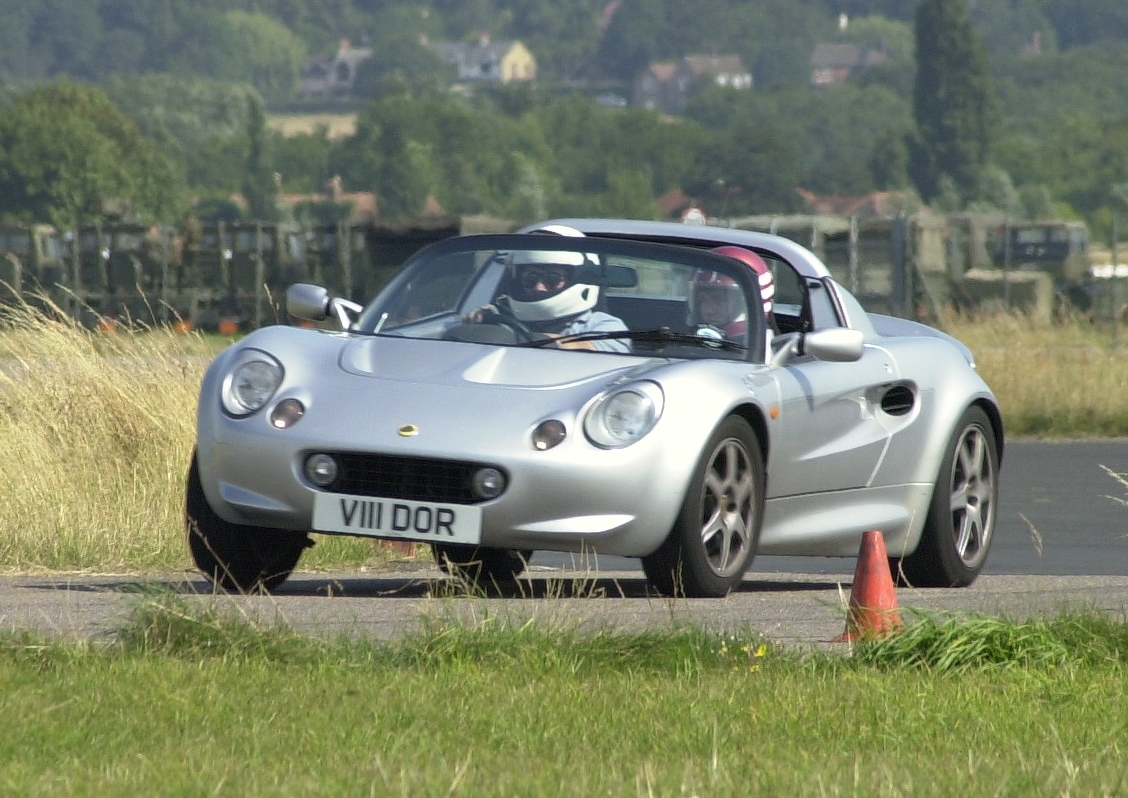
Lotus Elise

Der „Aerocar 2000“ ist ein auf dem Lotus Elise basierender fliegender Prototyp. Zum Flug wird dem Lotus ein neues Verdeck aufgesetzt, in welches die Tragflächen sowie auch der Motor (von Lotus Esprit) eingearbeitet sind.
| Geschwindigkeit | 168 mph (270 km/h)   | 200 km/h |   |          |       |   |
| Reichweite      | 300 miles (480 km)   | 800 km   |   |          |       |   |
| Länge           | k. A.                | 3,72 m   |   |          |       |   |
| Höhe            | k. A.                | 1,20 m   |   |          |       |   |
| Spannweite      | 36 ft 0 in (10,97 m) | -        | s | Flughöhe | k. A. | - |